# Robot humanoide

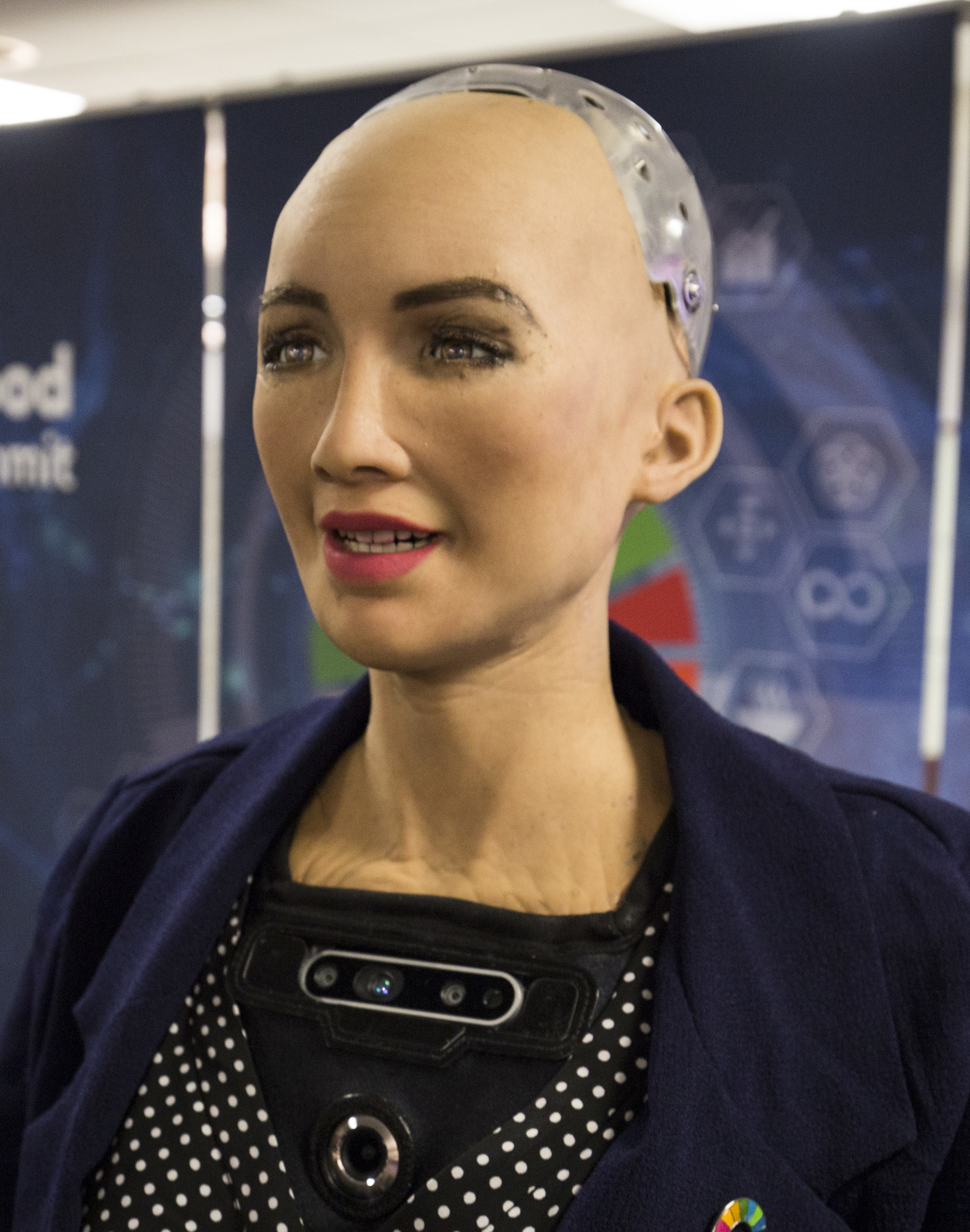
La Robot Sophia, considerada una de las primeras robot humanoides de la humanidad, naturalizada saudi

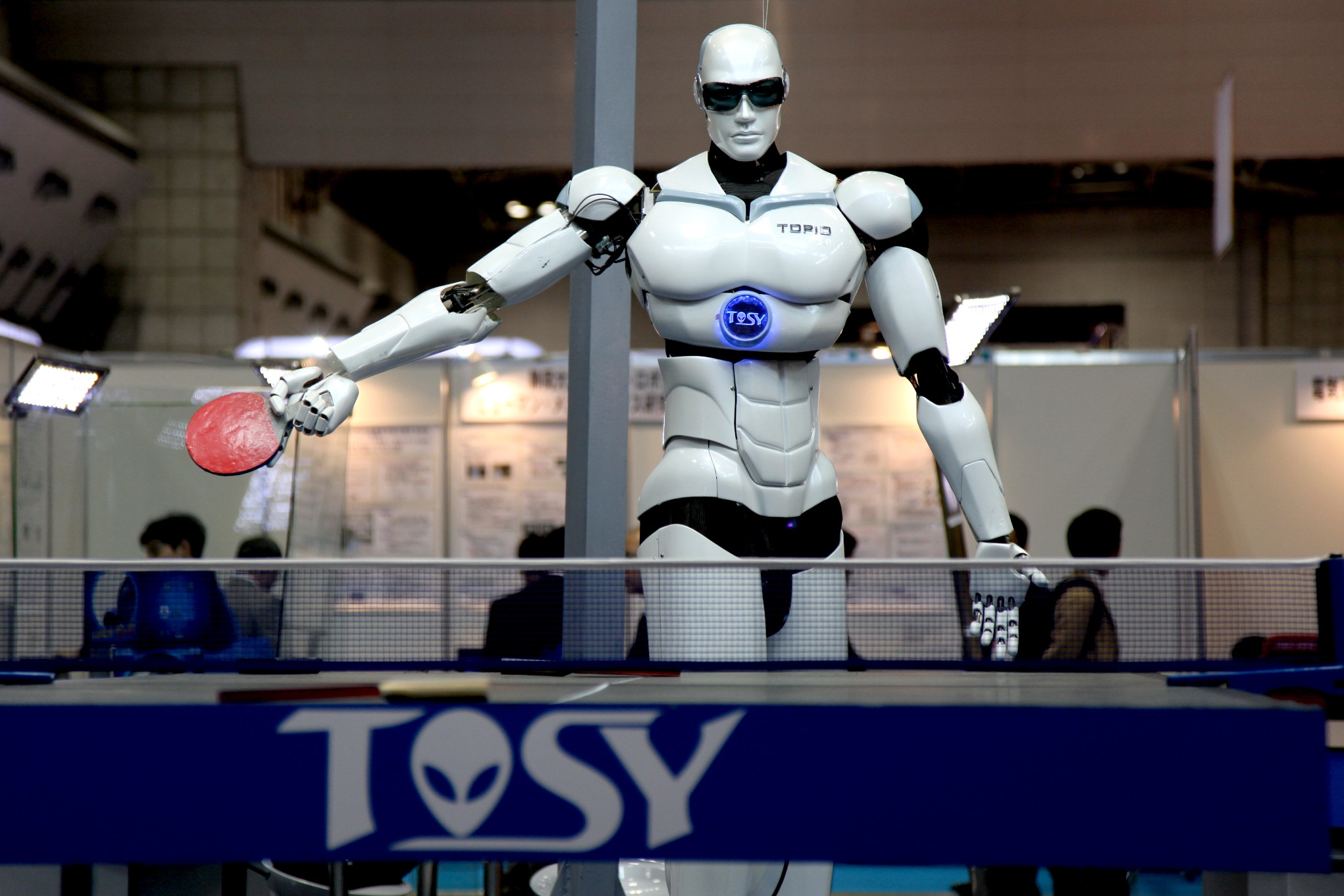
TOPIO, un robot humanoide, en la Tokyo International Robot Exhibition (IREX) 2009.

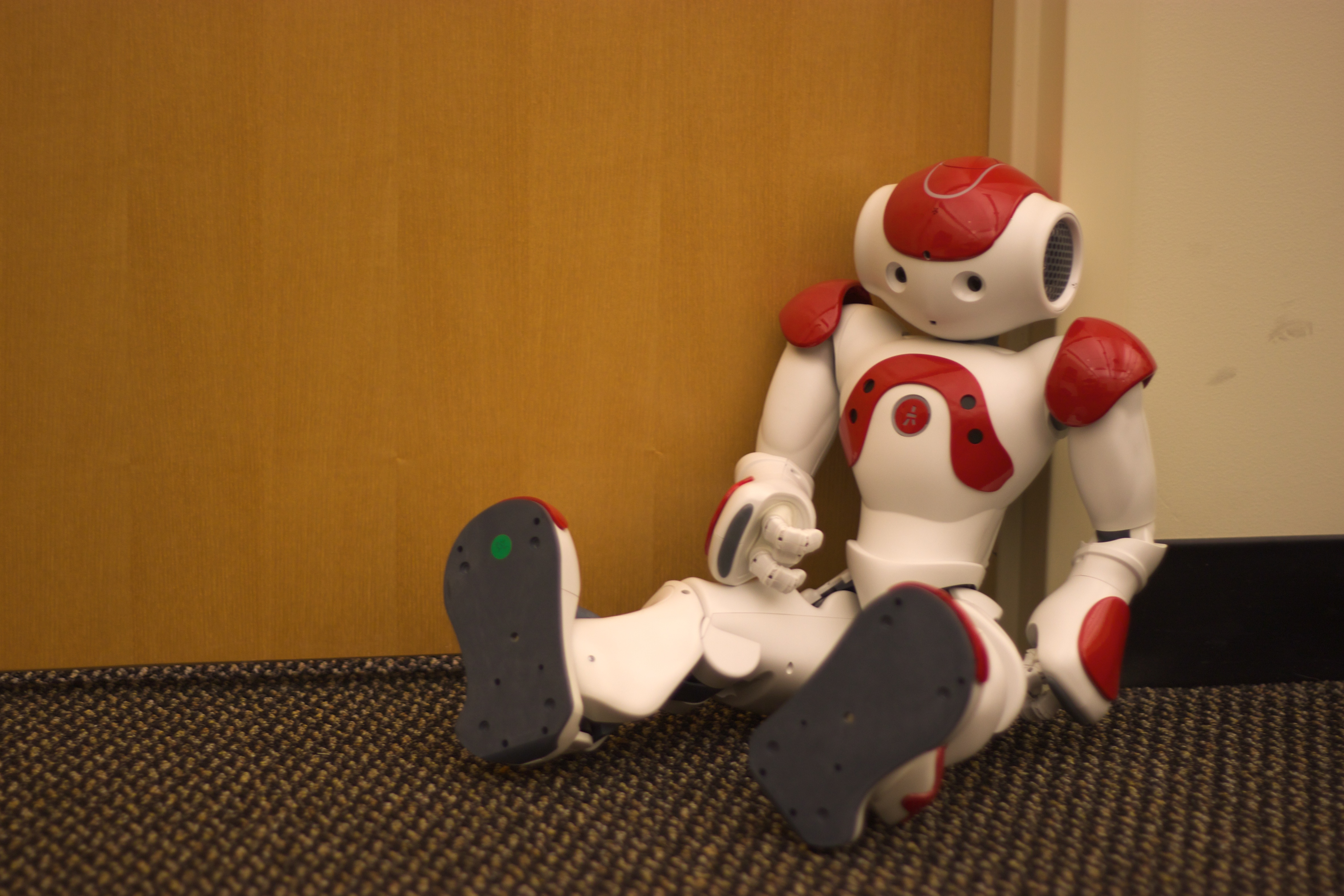
Nao es un robot creado para campeonato. También compite en la trofeo de fútbol de RoboCup.

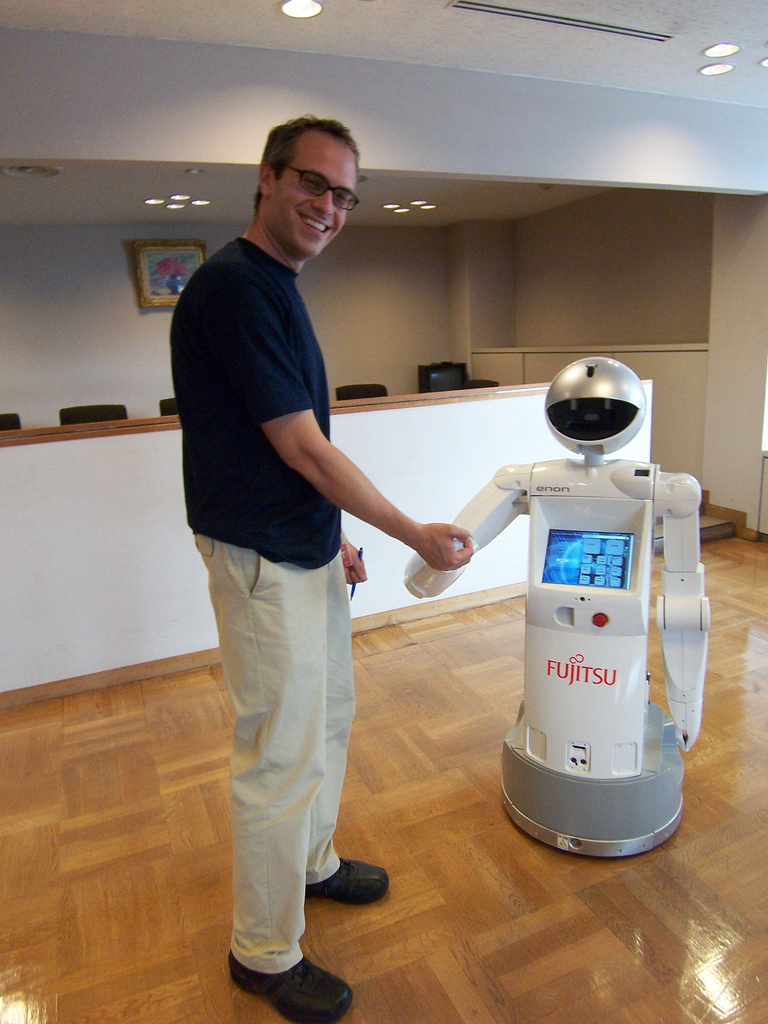
Enon fue creado para ser un asistente personal. Esta autoguiado y tiene reconocimiento y síntesis de voz limitada. También puede transportar cosas.

Un robot humanoide es un robot diseñado para imitar o simular la forma y los movimientos de un ser humano.
Un diseño humanoide puede tener fines funcionales, tales como la interacción con herramientas y entornos humanos, con motivos experimentales, como el estudio de la locomoción bípeda, o para otros fines. En general, los robots humanoides tienen un torso, una cabeza, dos brazos y dos piernas, aunque algunas formas de robots humanoides pueden modelar sólo una parte del cuerpo, por ejemplo, de cintura arriba. Algunos robots humanoides pueden tener cabezas diseñadas para replicar los rasgos faciales humanos, tales como los ojos y la boca. Los androides son robots humanoides construidos para parecerse estéticamente a los humanos.
Los robots humanoides actualmente son usados como herramienta en investigaciones científicas. 